# Heimir Einarsson
Heimir Einarsson, (ur. 20 kwietnia 1987 w Akranes) – islandzki piłkarz grający na pozycji obrońcy.

## Kariera klubowa
Einarsson jest wychowankiem klubu Akraness, w którym nieprzerwanie występuje od początku profesjonalnej kariery.

## Kariera reprezentacyjna
Einarsson w reprezentacji Islandii zadebiutował 16 marca 2008 roku w towarzyskim meczu przeciwko Wyspom Owczym. Na boisku przebywał do 84 minuty. Był to jego, jak dotychczas, jedyny występ w kadrze (stan na 17 maja 2013).
| Mecze i gole w reprezentacji | Mecze i gole w reprezentacji | Mecze i gole w reprezentacji | Mecze i gole w reprezentacji | Mecze i gole w reprezentacji | Mecze i gole w reprezentacji | Mecze i gole w reprezentacji |
| #                            | Data                         | Stadion                      | Rywal                        | Wynik                        | Gol                          | Rozgrywki                    |
| 2008                         | 2008                         | 2008                         | 2008                         | 2008                         | 2008                         | 2008                         |
| ---------------------------- | ---------------------------- | ---------------------------- | ---------------------------- | ---------------------------- | ---------------------------- | ---------------------------- |
| 1.                           | 16.03.2008                   | Kópavogur, Islandia          | Wyspy Owcze                  | 3:0                          | 0                            | towarzyski                   |